# 마이클 J. 앤더슨
마이클 J. 앤더슨(Michael J. Anderson, 1953년 10월 31일 ~ )은 미국의 배우이다.

## 출연 작품
- 팁토즈 (2003)
- 카니발 (2003)
- 백설공주 (2001)
- 멀홀랜드 드라이브 (2001)
- 워리어스 (1997)
- 위험한 비상구 (1997)
- 스트리트 건 (1996)
- 나이트 트랩 (1993)
- 마네킨 2 (1991)
- 난쟁이 왕국 (1987)